# Île Ilur
L'île Ilur est une petite île de France, située dans le golfe du Morbihan en Bretagne. Elle est administrativement rattachée à la commune de l'Île-d'Arz.

## Géographie
Ilur mesure un peu plus d'1 km du nord au sud ; sa largeur varie de 800 m au maximum à quelques mètres au niveau de Porh Ladron, dans le nord de l'île. Située dans la partie orientale du golfe, elle fait partie de la commune d'Île-d'Arz et se trouve au Sud-Est de celle-ci, à 800 m à l'Est de la pointe de Liouse. Avec 37 hectares, Ilur est la quatrième île du Golfe (après l'Île aux Moines, l'Île d'Arz et Tascon) par sa superficie.
Légèrement vallonnée, l'île atteint son altitude maximale (17 mètres) dans sa partie sud-ouest. On compte deux petits étangs sur la côte Ouest. L'îlot du Charles, au nord-ouest, ferme le demi-cercle de l'anse de Porh-Ladron et contribue à en faire un mouillage protégé. La Roche Bern, recouverte aux grandes marées, prolonge la pointe sud-est. Un tiers de l'île est bordé de plages, la principale se trouvant à l'ouest du village.
Ilur compte un petit village en son centre, constitué d'une demi-douzaine de bâtisses regroupées autour d'une chapelle. Cultivée il n'y a encore pas si longtemps, l'île présente un paysage alternant prairies et bosquets de résineux. La friche a tendance aujourd'hui à envahir les derniers champs.
Ilur est séparée de l'île d'Arz par le chenal assez profond de la rivière de Noyalo ; par contre seule une zone vaseuse, un schorre, découvrant à marée basse et contenant des parcs à huîtres, la sépare, ainsi que les îles Iluric, Godec et des Œufs, de la rive nord de la presqu'île de Rhuys. Il est probable qu'avant le VIe siècle ces îles étaient rattachées au continent, étant reliées à l'actuelle presqu'île de Rhuys par une plaine, ce qui explique la création au haut Moyen Âge de la paroisse d'Ilur dont l'île d'Arz dépendait alors. Cette plaine fut envahie par la mer lors d'une transgression marine entre le VIe siècle et le XIe siècle, ce qui créa les îles précitées (seule l'île d'Arz existant antérieurement à cette transgression).

## Toponymie
Le nom de l'ile est orthographié le plus souvent avec un seul L, mais on trouve aussi des occurrences avec deux L.
Il est attesté sous la forme Illur en 1252, Isleur en 1531 et l'Isledisseurs en 1731.
En breton, Enez Illur, signifie L'île brillante.

## Histoire
Jusqu'au XVIe siècle, Ilur était une paroisse et disposait de sa propre église avant d'être rattachée la paroisse de l'île d'Arz le 30 juin 1615 par un décret de Jacques Martin, évêque de Vannes, qui trouvait cette paroisse trop pauvre et trop réduite pour supporter ses charges.
Un hameau de quelques maisons se situe sur la côte est. En 1778, Jean-Baptiste Ogée écrit qu'Ilur « bien cultivée (…) conserve toujours six maisons d'habitation ». En 1790, Ilur, qui n'était plus qu'un simple village, fut annexé à la commune de l'Ile-d'Arz. 
En 1843, A. Marteville et P. Varin, continuateurs d'Ogée, décrivent ainsi Ilur : « L'Île d'Ilur, située dans le sud [par rapport à l'Île d'Arz] est séparée de l'Île d'Arz par un chenal large et profond qui conserve à la basse mer de 20 à 38 pieds d'eau. Sa superficie est de 41 ha 50 ares. Sa population est restée stationnaire ; elle se compose de six ménages. Cette île, parfaitement cultivée, contient ds vignes, des prairies, des terres arables. Les seuls arbres qu'on y rencontre sont des plantations de tamarins qui croissent presque dans la mer au fond d'une jolie baie de sable qui regarde vers l'est.. »
Au XIXe siècle, quelques familles élevaient des moutons, cultivaient la pomme de terre, récoltaient du varech et du raisin dont elles tiraient un vin surnommé le « vin fou », qui fut interdit à la consommation. En 1891 Ilur avait une vingtaine d'habitants.
Devenue propriété privée dans les années 1950, elle est occupée par la même famille pendant 60 ans jusqu'à son rachat par le Conservatoire du littoral en 2008. Le projet de rachat par le Conservatoire du littoral visant à l'ouvrir au public et à l'aménager avec un sentier botanique, a été réalisé au cours de l'été 2008. La commune de l'Île-d'Arz est associée à ce projet. Ilur est gérée depuis janvier 2009 par le parc naturel régional du Golfe du Morbihan. Désormais, un gardien veille sur le site,.
Dans la petite chapelle du hameau, Notre-Dame d'Illur, une cérémonie de pardon a lieu chaque mois de juillet, et une messe pour les marins y rassemble les ildarrais.

## Flore
Deux tiers de l'île sont couverts de prairies naturelles régulièrement fauchées et qui sont riches en fleurs sauvages. Une partie de l'île est boisée de feuillus et de conifères. Les nombreux talus qui délimitent les nombreuses parcelles accueillent les espèces locales de feuillus.

## Faune
Les vasières, îlots, plages, cordons dunaires, marais littoraux, micro-falaises sont autant de milieux naturels permettant d'accueillir l'avifaune migratrice.
Un troupeau de moutons est régulièrement transféré sur le site afin d'entretenir une partie des 27 ha de prairies naturelles.